# Torneig d'escacs de Salzburg de 1942
El Torneig de Salzburg de 1942 fou un torneig d'escacs que va tenir lloc a les boniques cambres del Palau de Mirabell de Salzburg entre el 9 i el 18 de juny de 1942. Els jugadors havien de fer 32 moviments en dues hores. A continuació, el ritme era de 16 moviments per hora. El torneig fou el segon més fort del món l'any 1942.

## Organització i participants
El principal organitzador del torneig, Ehrhardt Post, Cap Executiu de l'organització escaquística nazi Grossdeutscher Schachbund, va intentar reunir els sis millors jugadors d'Alemanya i dels territoris neutrals i ocupats d'Europa; el Campió del món Aleksandr Alekhin, l'excampió Max Euwe, l'aspirant Paul Keres, l'exaspirant Iefim Bogoliúbov, el guanyador del torneig europeu de Múnic 1941 Gösta Stoltz, i el campió alemany Paul Felix Schmidt. Euwe no hi va participar per "malaltia". En realitat, Euwe va refusar de participar-hi perquè Alekhin havia estat convidat (Alekhin havia escrit sobre la "camarilla jueva" al voltant d'Euwe al Campionat del món de 1935). La seva plaça fou ocupada pel subcampió alemany, el jove de només divuit anys Klaus Junge. Això va fer de Salzburg 1942 el segon torneig més fort del món de 1942, després del que pretengué ser el primer Campionat d'Europa (Europameisterschaft) a Múnic.
Els resultats i classificació finals foren els següents:
| #   | Jugador            | País              | 1  | 2  | 3  | 4  | 5  | 6   | Total |
| 1   | Aleksandr Alekhin  | Rússia/ França    |    | 11 | 11 | 01 | 01 | ½ 1 | 7.5   |
| 2   | Paul Keres         | Estònia           | 00 |    | ½½ | 1½ | ½1 | 11  | 6     |
| 3-4 | Paul Felix Schmidt | Estònia/ Alemanya | 00 | ½½ |    | ½½ | 01 | 11  | 5     |
| 3-4 | Klaus Junge        | Xile/ Alemanya    | 10 | 0½ | ½½ |    | 01 | ½1  | 5     |
| 5   | Iefim Bogoliúbov   | Ucraïna/ Alemanya | 10 | ½0 | 10 | 10 |    | 00  | 3.5   |
| 6   | Gösta Stoltz       | Suècia            | ½0 | 00 | 00 | ½0 | 11 |     | 3     |

## Activitat posterior dels participants
Klaus Junge era tinent al 12è Batalló d'SS de defensa d'Hamburg. Refusant de rendir-se, va morir cridant "Sieg Heil!" – en combat contra tropes aliades el 17 d'abril de 1945 a la batalla de Welle.
El primer Memorial Junge se celebrà a Regensburg el 1946 (el guanyador fou Fedor Bohatirchuk). Segons el Dr Robert Hübner, Klaus Junge fou el jugador alemany de més talent del segle xx.
Aleksandr Alekhin es va traslladar a Espanya el 1943. El món dels escacs no es va oblidar dels seus articles pronazis publicats el 1941, tot i que les negociacions amb Mikhaïl Botvínnik per a un combat pel títol mundial es portaren a terme el 1946, quan Alekhin va morir a Estoril, Portugal, en circumstàncies poc clares. Alguns han especulat que va ser assassinat per un esquadró de la mort francès. Uns anys més tard, el fill d'Alekhin, Aleksandr Alekhin Júnior, va dir que "la mà de Moscou va arribar al seu pare".
Iefim Bogoliúbov va viure a l'oest d'Alemanya i es va mantenir actiu en el món dels escacs alemanys. Després de Segona Guerra Mundial, va guanyar - entre d'altres - a Bad Pyrmont 1949 (Campionat de la RFA), va jugar a Southsea 1950, Birmingham 1951 i Belgrad 1952. Bogoliúbov va ser guardonat amb el títol de Gran Mestre Internacional de la FIDE el 1951. Va morir d'un atac al cor a Triberg el 1952.
Paul Keres va viatjar a Espanya el 1943 i es va traslladar a Suècia el 1944. Al final de la Segona Guerra Mundial, va tornar a Estònia a la tardor de 1944. Va ser fustigat per les autoritats soviètiques (KGB) i es temé per la seva vida. Afortunadament, Keres va aconseguir evitar la deportació a Sibèria o qualsevol destí pitjor (per exemple, com el de Vladimirs Petrovs) - una carta a Viatxeslav Mólotov li va salvar la vida - però la seva tornada a l'escena internacional d'escacs es va retardar, malgrat el seu excel·lent estat de forma. Va tornar al joc internacional en Campionat del món de 1948, però, com alguns historiadors argumenten, hagué de perdre contra Mikhaïl Botvínnik. Keres va morir d'un atac de cor a Hèlsinki el 1975.
Gösta Stoltz va tornar a Suècia el 1942. El món dels escacs no tenia cap ressentiment contra ell i va ser convidat a participar en el Torneig de Groningen 1946. Stoltz va ser guardonat amb el títol de Mestre Internacional el 1950 i amb el de Gran Mestre el 1954. Va morir al seu país el 1963.
Paul Felix Schmidt es va mantenir actiu en el món dels escacs alemanys. Va ser guardonat amb el títol de Mestre Internacional el 1950. Paul F. Schmidt va obtenir un doctorat en química de la Universitat de Heidelberg el 1951, i es va traslladar al Canadà i als Estats Units, i es va establir a Filadèlfia, on va començar a treballar com a professor. Va morir a Allentown (Pennsilvània) el 1984.